# Galtara griseotincta
Galtara griseotincta är en fjärilsart som beskrevs av Embrik Strand 1919. Galtara griseotincta ingår i släktet Galtara och familjen björnspinnare. Inga underarter finns listade i Catalogue of Life.